# Mumbai Football Club 2016-2017
Questa voce raccoglie le informazioni riguardanti il Mumbai nelle competizioni ufficiali della stagione 2016-2017.

## Rosa

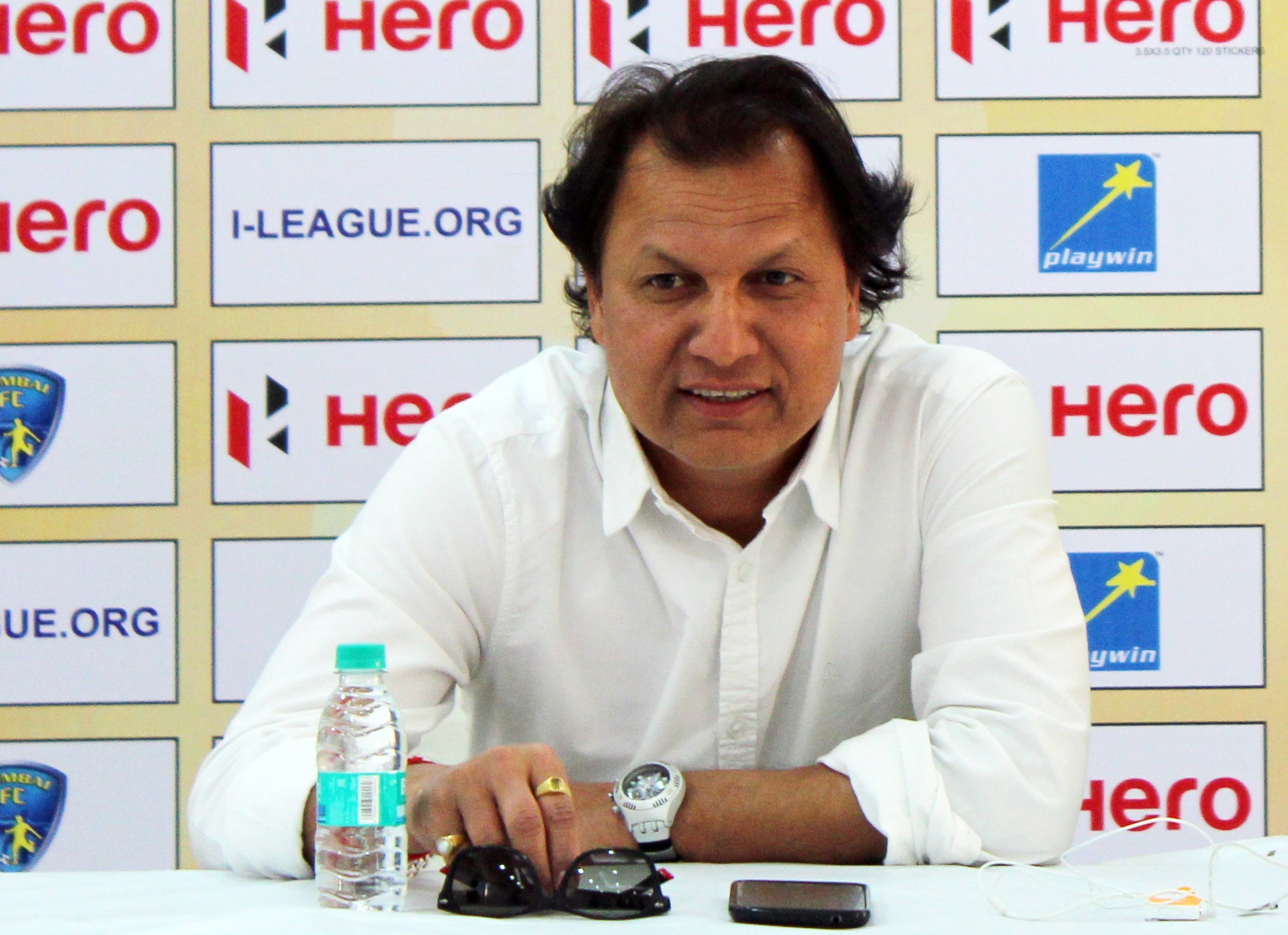
Santosh kashyap, tecnico della squadra

| N. |                              | Ruolo | Calciatore               |
| -- | ---------------------------- | ----- | ------------------------ |
|    | India (bandiera)             | P     | Kunal Sawant             |
|    | India (bandiera)             | P     | Laxmikant Kattimani      |
|    | India (bandiera)             | D     | Allan Dias               |
|    | India (bandiera)             | D     | Chinta Chandrashekar Rao |
|    | India (bandiera)             | D     | Clyde Fernandes          |
|    | India (bandiera)             | D     | Lalchhawnkima            |
|    | India (bandiera)             | D     | Munmun Lugun             |
|    | India (bandiera)             | D     | Pratik Chowdhary         |
|    | India (bandiera)             | D     | Reagan Singh             |
|    | India (bandiera)             | D     | Shallum Pires            |
|    | Trinidad e Tobago (bandiera) | C     | Densill Theobald         |

| N. |                  | Ruolo | Calciatore          |
| -- | ---------------- | ----- | ------------------- |
|    | India (bandiera) | C     | Hitesh Sharma       |
|    | India (bandiera) | C     | Nikhil Kadam        |
|    | India (bandiera) | C     | Pratesh Shirodkar   |
|    | India (bandiera) | C     | Shilton D'Silva     |
|    | India (bandiera) | C     | Siam Hanghal        |
|    | India (bandiera) | C     | Steven Dias         |
|    | India (bandiera) | C     | Thoi Singh          |
|    | India (bandiera) | C     | Mehrajuddin Wadoo   |
|    | India (bandiera) | A     | Farukh Choudhary    |
|    | India (bandiera) | A     | Karan Sawhney       |
|    | India (bandiera) | A     | Victorino Fernandes |

## Risultati

### I-League
| Pune 8 gennaio 2017, ore 19:00 UTC+5:30 1ª giornata | Mumbai    | 1 – 0 | DSK Shivajians | Shree Shiv Chhatrapati Sports Complex |
| \| \| \| \| \| Thoi Singh 21’ \| Marcatori \| \|    |           |       |                |                                       |
|                                                     |           |       |                |                                       |
| Thoi Singh 21’                                      | Marcatori |       |                |                                       |

| Goa 15 gennaio 2017, ore 19:00 UTC+5:30 2ª giornata                                                | Churchill Brothers | 1 – 2                                       | Mumbai | Fatorda Stadium |
| \| \| \| \| \| Brandon Fernandes 4’ \| Marcatori \| 35’ Victorino Fernandes 90+2’ Karan Sawhney \| |                    |                                             |        |                 |
| |                    |                                             |        |                 |
| Brandon Fernandes 4’                                                                               | Marcatori          | 35’ Victorino Fernandes 90+2’ Karan Sawhney |        |                 |

| Arbitro: | Kumar S. |

|                              |           |  |
| C.K. Vineeth 45+1’, 57’, 65’ | Marcatori |  |

| Pune 22 gennaio 2017, ore 19:00 UTC+5:30 4ª giornata | Mumbai    | 0 – 1             | Aizawl | Shree Shiv Chhatrapati Sports Complex |
| \| \| \| \| \| \| Marcatori \| 79’ Mahmoud Amnah \|  |           |                   |        |                                       |
|                                                      |           |                   |        |                                       |
|                                                      | Marcatori | 79’ Mahmoud Amnah |        |                                       |

| Shillong 28 gennaio 2017, ore 19:00 UTC+5:30 5ª giornata                                             | Shillong Lajong | 3 – 1             | Mumbai | Nehru Stadium |
| \| \| \| \| \| Aser Pierrick Dipanda 28’, 43’ Konsham Singh 70’ \| Marcatori \| 56’ Karan Sawhney \| |                 |                   |        |               |
| |                 |                   |        |               |
| Aser Pierrick Dipanda 28’, 43’ Konsham Singh 70’                                                     | Marcatori       | 56’ Karan Sawhney |        |               |

| Kolkata 1 febbraio 2017, ore 19:00 UTC+5:30 6ª giornata | East Bengal | 2 – 0 | Mumbai | Salt Lake Stadium |
| \| \| \| \| \| Willis Plaza 10’, 17’ \| Marcatori \| \| |             |       |        |                   |
|                                                         |             |       |        |                   |
| Willis Plaza 10’, 17’                                   | Marcatori   |       |        |                   |

| Arbitro: | Kumar S. |

|                                       |           |                   |
| Boaringdao Bodo 57’ Anirudh Thapa 67’ | Marcatori | 77’ Karan Sawhney |

| Chennai 11 febbraio 2017, ore 19:00 UTC+5:30 8ª giornata                                      | Chennai City | 2 – 1                        | Mumbai | Marina Arena |
| \| \| \| \| \| Dhanpal Ganesh 29’ Charles 69’ \| Marcatori \| 28’ (Rig.) Anderson da Silva \| |              |                              |        |              |
|                                                                                               |              |                              |        |              |
| Dhanpal Ganesh 29’ Charles 69’                                                                | Marcatori    | 28’ (Rig.) Anderson da Silva |        |              |

| Pune 15 febbraio 2017, ore 19:00 UTC+5:30 9ª giornata | Mumbai       | 0 – 0 | Mohun Bagan | Shree Shiv Chhatrapati Sports Complex\| Arbitro: \| Nagvenkar T. \| |
| Arbitro:                                              | Nagvenkar T. |       |             |                                                                     |

| Pune 18 febbraio 2017, ore 19:00 UTC+5:30 10ª giornata | Mumbai | 0 – 0 | Bengaluru | Shree Shiv Chhatrapati Sports Complex |

| Pune 26 febbraio 2017, ore 19:00 UTC+5:30 11ª giornata | Mumbai | 0 – 0 | Minerva Punjab | Shree Shiv Chhatrapati Sports Complex (1.948 spett.) |

| Aizawl 4 marzo 2017, ore 19:00 UTC+5:30 12ª giornata          | Aizawl    | 2 – 0 | Mumbai | Rajiv Gandhi Stadium |
| \| \| \| \| \| Kamo Stephane Bayi 66’, 78’ \| Marcatori \| \| |           |       |        |                      |
|                                                               |           |       |        |                      |
| Kamo Stephane Bayi 66’, 78’                                   | Marcatori |       |        |                      |

| Kolkata 8 marzo 2017, ore 19:00 UTC+5:30 13ª giornata                                                       | Mohun Bagan | 2 – 2                                  | Mumbai | Barasat Stadium |
| \| \| \| \| \| Pritam Kotal 12’ Balwant Singh 89’ \| Marcatori \| 20’ Thoi Singh 22’ Victorino Fernandes \| |             |                                        |        |                 |
| |             |                                        |        |                 |
| Pritam Kotal 12’ Balwant Singh 89’                                                                          | Marcatori   | 20’ Thoi Singh 22’ Victorino Fernandes |        |                 |

| Pune 11 marzo 2017, ore 19:00 UTC+5:30 14ª giornata                                                                                 | DSK Shivajians | 5 – 0 | Mumbai | Balewadi Stadium |
| \| \| \| \| \| Holicharan Narzary 18’, 30’ Sanju Pradhan 48’ Lallianzuala Chhangte 67’ Jerry Mawihmingthanga 83’ \| Marcatori \| \| |                |       |        |                  |
| |                |       |        |                  |
| Holicharan Narzary 18’, 30’ Sanju Pradhan 48’ Lallianzuala Chhangte 67’ Jerry Mawihmingthanga 83’                                   | Marcatori      |       |        |                  |

| Pune 8 aprile 2017, ore 19:00 UTC+5:30 15ª giornata | Mumbai | 0 – 0 | Churchill Brothers | Shree Shiv Chhatrapati Sports Complex |

| Pune 16 aprile 2017, ore 19:00 UTC+5:30 16ª giornata | Mumbai | 0 – 0 | Chennai City | Shree Shiv Chhatrapati Sports Complex |

| Pune 23 aprile 2017, ore 19:00 UTC+5:30 17ª giornata                         | Mumbai    | 1 – 1               | Shillong Lajong | Shree Shiv Chhatrapati Sports Complex |
| \| \| \| \| \| Victorino Fernandes 2’ \| Marcatori \| 90+1’ Yuta Kinowaki \| |           |                     |                 |                                       |
|                                                                              |           |                     |                 |                                       |
| Victorino Fernandes 2’                                                       | Marcatori | 90+1’ Yuta Kinowaki |                 |                                       |

| Pune 29 aprile 2017, ore 19:00 UTC+5:30 18ª giornata                                       | Mumbai    | 0 – 4                                                    | East Bengal | Shree Shiv Chhatrapati Sports Complex |
| \| \| \| \| \| \| Marcatori \| 8’ Bikash Jairu 40’, 69’ Willis Plaza 63’ Wedson Anselme \| |           |                                                          |             |                                       |
|                                                                                            |           |                                                          |             |                                       |
|                                                                                            | Marcatori | 8’ Bikash Jairu 40’, 69’ Willis Plaza 63’ Wedson Anselme |             |                                       |